# Öskemen-Talsperre
Die Öskemen-Talsperre (kasachisch Өскемен бөгені) befindet sich in Ostkasachstan 5 km flussaufwärts der Stadt Öskemen (Ust-Kamenogorsk) am Irtysch.
Die Talsperre wurde 1952 fertiggestellt. Sie staut den Fluss auf einer Länge von 77 km. Der Stausee bedeckt eine Fläche von 37 km² und weist eine maximale Breite von 1,2 km auf. Das Stauvolumen beträgt 650 Millionen m³. Oberstrom befindet sich die Buchtarma-Talsperre, unterstrom die Schülbi-Talsperre.
Das zugehörige Wasserkraftwerk wurde 1939–1954 fertiggestellt. Es besitzt 4 Einheiten zu 83 MW und somit eine installierte Gesamtleistung von 332 MW. Die durchschnittliche Jahresleistung liegt bei 1580 Millionen kWh. Die Fallhöhe beträgt 41,8 m.